# Terapia mortale (film 2022)
Terapia mortale (Klienten) è un film del 2022 diretto da Anders Rønnow Klarlund.

## Trama
Susanne, una psicoterapeuta il cui studio è frequentato abitualmente da pazienti ricchi e famosi, riceve un giorno la visita di un giovane dai modi scontrosi che afferma di aver messo da parte i soldi per mesi per permettersi un appuntamento da lei. Il giovane, Mark, inizia il colloquio affermando che avrebbe voluto non nascere e che vorrebbe dissolversi nel nulla. Susanne gli spiega che lei è una psicologa, non una psichiatra, e che sarebbe meglio che il ragazzo si rivolgesse a uno psichiatra, mostrandosi pronta a non fargli pagare la visita. Mark però inizia a mostrarsi violento, ferisce a morte la receptionist e lega Susanne alla sedia, facendole comprendere che è un assassino seriale ricercato dalla polizia. Mark vuole che la visita prosegua e se Susanne non sarà in grado di farlo sentire meglio, lui la ucciderà.